# Mistrovství světa ve fotbale hráčů do 17 let 2005
Mistrovství světa ve fotbale hráčů do 17 let 2005 bylo 11. ročníkem tohoto turnaje. Vítězem se stala mexická fotbalová reprezentace do 17 let.

## Kvalifikace
Na turnaj se kvalifikovaly nejlepší týmy z jednotlivých kontinentálních mistrovství.
| - Afrika (CAF) - Gambie - Ghana - Pobřeží slonoviny - Asie (AFC) - Čína - Severní Korea - Katar - Severní, Střední Amerika a Karibik (CONCACAF) - USA - Mexiko - Kostarika - Jižní Amerika (CONMEBOL) - Brazílie - Uruguay |  | - Evropa (UEFA) - Turecko - Nizozemsko - Itálie - Oceánie (OFC) - Austrálie - Hostitel - Peru |

## Základní skupiny

### Skupina A
| Tým       | B | Z | V | R | P | VG | IG | +/- |
| --------- | - | - | - | - | - | -- | -- | --- |
| Kostarika | 5 | 3 | 1 | 2 | 0 | 4  | 2  | +2  |
| Čína      | 5 | 3 | 1 | 2 | 0 | 3  | 2  | +1  |
| Ghana     | 3 | 3 | 0 | 3 | 0 | 3  | 3  | 0   |
| Peru      | 1 | 3 | 0 | 1 | 2 | 1  | 4  | -3  |

| 16. září 2005 17:00 PET 22:00 UTC |        |              |                                                                   |
| Čína                              | 1:1    | Kostarika    | Estadio Mansiche, Trujillo diváci: 18 000 rozhodčí: Toru Kamikawa |
| Tang 17'                          | Report | Carrillo 10' | Estadio Mansiche, Trujillo diváci: 18 000 rozhodčí: Toru Kamikawa |

| 16. září 2005 20:00 PET 01:00 UTC |        |                    |                                                                        |
| Peru                              | 1:1    | Ghana              | Estadio Mansiche, Trujillo diváci: 21 100 rozhodčí: Frank de Bleeckere |
| Chávez 10' (pen.)                 | Report | Cárdenas 62' (vl.) | Estadio Mansiche, Trujillo diváci: 21 100 rozhodčí: Frank de Bleeckere |

| 19. září 2005 15:30 PET 20:30 UTC |        |            |                                                                     |
| Ghana                             | 1:1    | Kostarika  | Estadio Mansiche, Trujillo diváci: 15 000 rozhodčí: Jorge Larrionda |
| Quartey 58'                       | Report | Borges 47' | Estadio Mansiche, Trujillo diváci: 15 000 rozhodčí: Jorge Larrionda |

| 19. září 2005 18:15 PET 23:15 UTC |        |          |                                                                |
| Peru                              | 0:1    | Čína     | Estadio Mansiche, Trujillo diváci: 20 000 rozhodčí: Oscar Ruiz |
|                                   | Report | Deng 13' | Estadio Mansiche, Trujillo diváci: 20 000 rozhodčí: Oscar Ruiz |

| 22. září 2005 18:15 PET 23:15 UTC |        |      |                                                                    |
| Kostarika                         | 2:0    | Peru | Estadio Max. srpnaín, Iquitos diváci: 25 000 rozhodčí: Mark Shield |
| Solórzano 45+1' Elizondo 77'      | Report |      | Estadio Max. srpnaín, Iquitos diváci: 25 000 rozhodčí: Mark Shield |

| 22. září 2005 18:15 PET 23:15 UTC |        |          |                                                                 |
| Ghana                             | 1:1    | Čína     | Estadio Miguel Grau, Piura diváci: 15 320 rozhodčí: Alain Hamer |
| Bukari 56'                        | Report | Wang 60' | Estadio Miguel Grau, Piura diváci: 15 320 rozhodčí: Alain Hamer |

### Skupina B
| Tým       | B | Z | V | R | P | VG | IG | +/- |
| --------- | - | - | - | - | - | -- | -- | --- |
| Turecko   | 9 | 3 | 3 | 0 | 0 | 6  | 3  | +3  |
| Mexiko    | 6 | 3 | 2 | 0 | 1 | 6  | 2  | +4  |
| Austrálie | 3 | 3 | 1 | 0 | 2 | 2  | 5  | -3  |
| Uruguay   | 0 | 3 | 0 | 0 | 3 | 3  | 7  | -4  |

| 16. září 2005 14:15 PET 19:15 UTC |        |                       |                                                            |
| Uruguay                           | 0:2    | Mexiko                | Estadio Nacional, Lima diváci: 8 000 rozhodčí: Alain Hamer |
|                                   | Report | Vela 47' Villaluz 54' | Estadio Nacional, Lima diváci: 8 000 rozhodčí: Alain Hamer |

| 16. září 2005 17:00 PET 22:00 UTC |        |           |                                                             |
| Turecko                           | 1:0    | Austrálie | Estadio Nacional, Lima diváci: 14 200 rozhodčí: Kevin Stott |
| Şahin 84'                         | Report |           | Estadio Nacional, Lima diváci: 14 200 rozhodčí: Kevin Stott |

| 19. září 2005 15:30 PET 20:30 UTC |        |           |                                                                 |
| Mexiko                            | 3:0    | Austrálie | Estadio Nacional, Lima diváci: 6 000 rozhodčí: Horacio Elizondo |
| Esparza 20' Vela 43', 79'         | Report |           | Estadio Nacional, Lima diváci: 6 000 rozhodčí: Horacio Elizondo |

| 19. září 2005 18:15 PET 23:15 UTC |        |                                   |                                                             |
| Uruguay                           | 2:3    | Turecko                           | Estadio Nacional, Lima diváci: 4 000 rozhodčí: Mourad Daami |
| Murat D. 28' (vl.) Figueroa 78'   | Report | Deniz 12' Özgürcan 80' Tevfik 84' | Estadio Nacional, Lima diváci: 4 000 rozhodčí: Mourad Daami |

| 22. září 2005 15:30 PET 20:30 UTC |        |              |                                                                       |
| Austrálie                         | 2:1    | Uruguay      | Estadio Elias Aguirre, Chiclayo diváci: 11 100 rozhodčí: Jerome Damon |
| Burns 20' Kruse 83'               | Report | Figueroa 38' | Estadio Elias Aguirre, Chiclayo diváci: 11 100 rozhodčí: Jerome Damon |

| 22. září 2005 15:30 PET 20:30 UTC |        |                             |                                                                   |
| Mexiko                            | 1:2    | Turecko                     | Estadio Miguel Grau, Piura diváci: 14 560 rozhodčí: Toru Kamikawa |
| Guzmán 11'                        | Report | Deniz 28' Caner Erkin 90+1' | Estadio Miguel Grau, Piura diváci: 14 560 rozhodčí: Toru Kamikawa |

### Skupina C
| Tým               | B | Z | V | R | P | VG | IG | +/- |
| ----------------- | - | - | - | - | - | -- | -- | --- |
| USA               | 7 | 3 | 2 | 1 | 0 | 7  | 4  | +3  |
| Severní Korea     | 4 | 3 | 1 | 1 | 1 | 6  | 4  | +2  |
| Itálie            | 4 | 3 | 1 | 1 | 1 | 6  | 7  | -1  |
| Pobřeží slonoviny | 1 | 3 | 0 | 1 | 2 | 4  | 8  | -4  |

| 17. září 2005 10:00 PET 15:00 UTC   |        |                                         |                                                                                |
| Pobřeží slonoviny                   | 3:4    | Itálie                                  | Estadio Elias Aguirre, Chiclayo diváci: 14 800 rozhodčí: Subkhiddin Mohd Saleh |
| Diomande 27' Fofana 53' Kouassi 87' | Report | Tiboni 21', 32' Mandorlini 86' Foti 89' | Estadio Elias Aguirre, Chiclayo diváci: 14 800 rozhodčí: Subkhiddin Mohd Saleh |

| 17. září 2005 12:45 PET 17:45 UTC     |        |                                   |                                                                       |
| USA                                   | 3:2    | Severní Korea                     | Estadio Elias Aguirre, Chiclayo diváci: 15 200 rozhodčí: Jerome Damon |
| Soroka 13' Nakazawa 43' Zimmerman 72' | Report | Choe Myong-Ho 24' Kim Kuk-Jin 86' | Estadio Elias Aguirre, Chiclayo diváci: 15 200 rozhodčí: Jerome Damon |

| 20. září 2005 15:30 PET 20:30 UTC |        |                                      |                                                                      |
| Itálie                            | 1:3    | USA                                  | Estadio Elias Aguirre, Chiclayo diváci: 15 240 rozhodčí: Mark Shield |
| Russotto 74'                      | Report | Sarkodie 47' Nakazawa 67' Soroka 90' | Estadio Elias Aguirre, Chiclayo diváci: 15 240 rozhodčí: Mark Shield |

| 20. září 2005 18:15 PET 23:15 UTC |        |                                     |                                                                             |
| Pobřeží slonoviny                 | 0:3    | Severní Korea                       | Estadio Elias Aguirre, Chiclayo diváci: 14 500 rozhodčí: Frank de Bleeckere |
|                                   | Report | Choe M-H 9' (pen.), 38' Kim K-I 44' | Estadio Elias Aguirre, Chiclayo diváci: 14 500 rozhodčí: Frank de Bleeckere |

| 23. září 2005 15:30 PET 20:30 UTC |        |                   |                                                            |
| USA                               | 1:1    | Pobřeží slonoviny | Estadio Nacional, Lima diváci: 12 000 rozhodčí: Oscar Ruiz |
| Hall 4'                           | Report | Bamba 87'         | Estadio Nacional, Lima diváci: 12 000 rozhodčí: Oscar Ruiz |

| 23. září 2005 15:30 PET 20:30 UTC |        |               |                                                                  |
| Itálie                            | 1:1    | Severní Korea | Estadio Mansiche, Trujillo diváci: 10 000 rozhodčí: Mourad Daami |
| Palermo 90'                       | Report | Kim K-J 22'   | Estadio Mansiche, Trujillo diváci: 10 000 rozhodčí: Mourad Daami |

### Skupina D
| Tým        | B | Z | V | R | P | VG | IG | +/- |
| ---------- | - | - | - | - | - | -- | -- | --- |
| Brazílie   | 6 | 3 | 2 | 0 | 1 | 9  | 4  | +5  |
| Nizozemsko | 6 | 3 | 2 | 0 | 1 | 8  | 5  | +3  |
| Gambie     | 6 | 3 | 2 | 0 | 1 | 6  | 4  | +2  |
| Katar      | 0 | 3 | 0 | 0 | 3 | 4  | 14 | -10 |

| 17. září 2005 15:15 PET 20:15 UTC                            |        |                                                |                                                                 |
| Nizozemsko                                                   | 5:3    | Katar                                          | Estadio Miguel Grau, Piura diváci: 20 800 rozhodčí: Mark Shield |
| Emnes 6' 85' Buijs 30' (pen.) Van der Kooij 58' Goossens 65' | Report | Afif 11' (pen.) Yusef Ahmed 31' Al Khalfan 83' | Estadio Miguel Grau, Piura diváci: 20 800 rozhodčí: Mark Shield |

| 17. září 2005 18:00 PET 23:00 UTC |        |                                           |                                                                     |
| Brazílie                          | 1:3    | Gambie                                    | Estadio Miguel Grau, Piura diváci: 22 300 rozhodčí: Marco Rodriguez |
| Igor 23'                          | Report | Mansally 27' Ceesay 45' Jallow 74' (pen.) | Estadio Miguel Grau, Piura diváci: 22 300 rozhodčí: Marco Rodriguez |

| 20. září 2005 15:30 PET 20:30 UTC |        |                                          |                                                                           |
| Katar                             | 1:3    | Gambie                                   | Estadio Miguel Grau, Piura diváci: 18 424 rozhodčí: Subkhddin Mohd Salleh |
| Yusef Ahmed 31'                   | Report | Ceesay 24' Jallow 74' (pen.) Jagne 90+2' | Estadio Miguel Grau, Piura diváci: 18 424 rozhodčí: Subkhddin Mohd Salleh |

| 20. září 2005 18:15 PET 23:15 UTC |        |                   |                                                                 |
| Nizozemsko                        | 1:2    | Brazílie          | Estadio Miguel Grau, Piura diváci: 20 749 rozhodčí: Kevin Stott |
| Sindei 28' (vl.)                  | Report | Igor 8' Ramón 60' | Estadio Miguel Grau, Piura diváci: 20 749 rozhodčí: Kevin Stott |

| 23. září 2005 18:15 PET 23:15 UTC |        |                            |                                                                 |
| Gambie                            | 0:2    | Nizozemsko                 | Estadio Nacional, Lima diváci: 17 000 rozhodčí: Jorge Larrionda |
|                                   | Report | Goossens 33' Marcellis 72' | Estadio Nacional, Lima diváci: 17 000 rozhodčí: Jorge Larrionda |

| 23. září 2005 18:15 PET 23:15 UTC |        |                                                                   |                                                                        |
| Katar                             | 0:6    | Brazílie                                                          | Estadio Mansiche, Trujillo diváci: 15 000 rozhodčí: Frank de Bleeckere |
|                                   | Report | Ramón 13', 45+2' Denílson 39' Roberto 57' Renato 58' Anderson 74' | Estadio Mansiche, Trujillo diváci: 15 000 rozhodčí: Frank de Bleeckere |

## Play off

### Čtvrtfinále
| 25. září 2005 16:00 PET 21:00 UTC |              |                                 |                                                                            |
| Kostarika                         | 1:3 (prodl.) | Mexiko                          | Estadio Miguel Grau, Piura diváci: 14 724 rozhodčí: Subkhiddin Mohd Salleh |
| Juárez 67' (vl.)                  | Report       | Juárez 88' Guzmán 96' Vela 109' | Estadio Miguel Grau, Piura diváci: 14 724 rozhodčí: Subkhiddin Mohd Salleh |

| 25. září 2005 19:00 PET 00:00 UTC                |        |        |                                                                        |
| Turecko                                          | 5:1    | Čína   | Estadio Max. srpnaín, Iquitos diváci: 24 000 rozhodčí: Marco Rodríguez |
| Tevfik 10', 88' Caner Erkin 33', 90+1' Şahin 54' | Report | Gu 57' | Estadio Max. srpnaín, Iquitos diváci: 24 000 rozhodčí: Marco Rodríguez |

| 26. září 2005 16:00 PET 21:00 UTC |        |                    |                                                                     |
| USA                               | 0:2    | Nizozemsko         | Estadio Mansiche, Trujillo diváci: 9 000 rozhodčí: Horacio Elizondo |
|                                   | Report | Sarpong 45+1', 84' | Estadio Mansiche, Trujillo diváci: 9 000 rozhodčí: Horacio Elizondo |

| 26. září 2005 19:00 PET 00:00 UTC   |              |               |                                                                    |
| Brazílie                            | 3:1 (prodl.) | Severní Korea | Estadio Max. srpnaín, Iquitos diváci: 25 000 rozhodčí: Alain Hamer |
| Ramón 48' Celsinho 100' Igor 120+3' | Report       | Kim K-I 82'   | Estadio Max. srpnaín, Iquitos diváci: 25 000 rozhodčí: Alain Hamer |

### Semifinále
| 29. září 2005 16:00 PET 21:00 UTC       |        |            |                                                                      |
| Mexiko                                  | 4:0    | Nizozemsko | Estadio Elías Aguirre, Chiclayo diváci: 16 800 rozhodčí: Mark Shield |
| Villaluz 33', 61' Moreno 50' Guzmán 90' | Report |            | Estadio Elías Aguirre, Chiclayo diváci: 16 800 rozhodčí: Mark Shield |

| 29. září 2005 19:00 PET 00:00 UTC      |        |                                               |                                                                        |
| Turecko                                | 3:4    | Brazílie                                      | Estadio Mansiche, Trujillo diváci: 19 000 rozhodčí: Frank de Bleeckere |
| Caner Erkin 45+2' Tevfik 70' Şahin 76' | Report | Celsinho 1' Anderson 26' Marcelo 32' Igor 90' | Estadio Mansiche, Trujillo diváci: 19 000 rozhodčí: Frank de Bleeckere |

### O 3. místo
| 2. října 2005 15:00 PET 20:00 UTC |        |           |                                                                 |
| Nizozemsko                        | 2:1    | Turecko   | Estadio Nacional, Lima diváci: 35 000 rozhodčí: Jorge Larrionda |
| Goossens 13', 88'                 | Report | Şahin 90' | Estadio Nacional, Lima diváci: 35 000 rozhodčí: Jorge Larrionda |

### Finále
| 2. října 2005 18:00 PET 23:00 UTC |        |          |                                                                    |
| Mexiko                            | 3:0    | Brazílie | Estadio Nacional, Lima diváci: 40 000 rozhodčí: Frank de Bleeckere |
| Vela 31' Esparza 32' Guzmán 86'   | Report |          | Estadio Nacional, Lima diváci: 40 000 rozhodčí: Frank de Bleeckere |